# Kapituła Orderu Virtuti Militari
Kapituła Orderu Wojennego Virtuti Militari – państwowy organ kolegialny stojący na straży honoru Orderu Wojennego Virtuti Militari.

## I Rzeczpospolita
15 oficerów i żołnierzy biorących udział w bitwie pod Zieleńcami w trakcie wojny polsko-rosyjskiej 1792, odznaczonych Orderem Virtuti Militari, po ustanowieniu statutu mieli stworzyć pierwszy skład kapituły orderu. Król Stanisław August Poniatowski był Wielkim Mistrzem Orderu Virtuti Militari i z mocy prawa kawalerem Krzyża Wielkiego. W skład kapituły kawalerowie tego orderu w kolejności ich nadania. Pierwszy jej skład mieli stanowić odznaczeni po bitwie pod Zieleńcami:
1. gen. lejtnant ks. Józef Poniatowski,
2. gen. lejtnant Tadeusz Kościuszko,
3. gen. mjr Michał Wielhorski,
4. gen. mjr Stanisław Mokronowski,
5. brygadier ks. Eustachy Sanguszko,
6. płk Józef Poniatowski,
7. płk Michał Chomętowski,
8. gen. mjr Józef Zajączek,
9. mjr Józef Chomentowski,
10. mjr Mikołaj Oppeln-Bronikowski,
11. mjr Józef Szczutowski,
12. ppłk Ludwik Kamieniecki,
13. por. Michał Cichocki,
14. por. Ludwik Metzell,
15. szef szwadronu Bartłomiej Giżycki.

## II Rzeczpospolita
Ustawa z dnia 1 sierpnia 1919 orderu wojskowego „Virtuti Militari” w art. 10 stanowiła, że nadawanie Orderu Virtuti Militari następuje za dekretami Naczelnika Państwa na wniosek Kapituły tego orderu. Artykuł 11 ustawy stanowił, że Kapituła urzęduje przy Ministerstwie Spraw Wojskowych i składa się z dwunastu najstarszych kolejnością kawalerów orderu czterech klas starszych, po trzech od każdej klasy. Przewodniczącym Kapituły, z tytułem Kanclerza Orderu Virtuti Militari jest najstarszy klasą i kolejnością kawaler tego orderu. Spośród swego grona Kapitała wybierała sekretarza.
Artykuł 12 wymieniał obowiązki Kapituły:
- zarząd sprawami Orderu Virtuti Militari i zgromadzenie kawalerów,
- rozpatrzenie wniosków o nadanie odznak orderowych,
- przygotowanie i składanie do właściwego zatwierdzenia projektów, zarządzeń i ustaw w sprawach dotyczących orderu.

Zgodnie z artykułem 19 pierwszy skład Kapituły miał powołać Naczelny Wódz Polskich Sił Zbrojnych spośród starszych w boju zasłużonych oficerów, w stosunku procentowych do liczby oficerów poszczególnych formacji, z których utworzyła się armia polska; przewodnictwo w Kapituły miał objąć Naczelny Wódz; w miarę nadawania orderu z Kapituły mieli ustępować tymczasowi jej członkowie, co miało skutkowań ustaniem tymczasowego charakteru Kapituły; wnioski o nadanie orderu mieli przedstawiać: dowództwa samodzielnych jednostek taktycznych wraz z podaniem motywów i świadectw oraz, w sprawie żołnierzy walczących o niepodległość Polski, komisje Legionów, formacji z frontu wschodniego bądź zachodniego i rada wojskowa w odniesieniu do powstańców styczniowych z 1863. Po zmianie ustawy Artykuł 19 (pkt. 2) stanowił, że członkom Kapituły tymczasowej przysługuje Order Virtuti Militari klasy V
1 stycznia 1920 roku Naczelnik Państwa i Wódz Naczelny Józef Piłsudski powołał pierwszą Tymczasową Kapitułę Orderu, w skład której weszli:
1. marszałek Polski Józef Piłsudski – przewodniczący,
2. generał broni Józef Haller – zastępca przewodniczącego, dowódca Frontu Pomorskiego,
3. generał porucznik Wacław Iwaszkiewicz – dowódca Front Frontu Podolskiego,
4. generał podporucznik Jan Romer – dowódca 13 Dywizji Piechoty,
5. generał podporucznik Bolesław Roja – dowódca Okręgu Generalnego „Kielce”,
6. generał podporucznik Edward Śmigły-Rydz – dowódca Grupy,
7. generał podporucznik Franciszek Latinik – dowódca Frontu Śląskiego,
8. pułkownik Mieczysław Kuliński – I zastępca szefa Sztabu Generalnego,
9. pułkownik Stanisław Skrzyński – dowódca Dywizji Pomorskiej,
10. major Mieczysław Mackiewicz – dowódca pułku suwalskiego,
11. kapitan Andrzej Kopa,
12. kapitan Adam Koc z Oddziału II Sztabu Generalnego.

Jednocześnie Naczelny Wódz nadał wszystkim członkom kapituły Order klasy V.
22 stycznia 1920 roku w rocznicę wybuchu powstania styczniowego odbyła się pierwsza dekoracja Krzyżami Srebrnymi, uhonorowano nimi wtedy wszystkich członków kapituły. Najmłodszym kawalerem tego orderu został wówczas pośmiertnie 13 letnie Orlę Lwowskie Antoni Petrykiewicz. Następne nadania odbywały się w kolejnych latach. Ostatecznie w 1923 roku przyznawanie orderów zakończono.
24 listopada 1922 roku powołano nową Kapitułę Orderu w składzie:
1. Marszałek Polski Józef Piłsudski, odznaczony orderem I, II i V klasy,
2. gen. broni Zygmunt Zieliński, odznaczony orderem II i V klasy,
3. gen. broni Tadeusz Rozwadowski, odznaczony orderem II i V klasy,
4. gen. broni Stanisław Szeptycki, odznaczony orderem II i V klasy,
5. gen. dyw. Edward Rydz-Śmigły, odznaczony orderem II i V klasy,
6. gen. dyw. Stanisław Haller, odznaczony orderem II i V klasy,
7. gen. dyw. Jan Romer, odznaczony orderem II i V klasy,
8. płk Stefan Dąb-Biernacki, odznaczony orderem III, IV i V klasy,
9. ppłk Gustaw Paszkiewicz, odznaczony orderem III, IV i V klasy,
10. mjr Zygmunt Piasecki, odznaczony orderem IV i V klasy,
11. ppłk Kazimierz Rybicki, odznaczony orderem IV i V klasy,
12. sierż. Kazimierz Sipika, odznaczony orderem IV i V klasy,
13. st. sierż. Stanisław Jakubowicz, odznaczony IV i V klasy.

Prawo nadawania orderu w czasie wojny przysługiwało Wodzowi Naczelnemu, a po zawarciu pokoju byłemu Naczelnemu Wodzowi, przy czym I, II i III klasa miała być przyznana na wniosek Kapituły Orderu, a klasa IV i V na wniosek dowódców oddziałów. Kapitułę pod przewodnictwem Kanclerza, mieli tworzyć kawalerowie II, III, IV i V klasy w liczbie dwunastu (po trzech z każdej klasy), powoływani w czasie pokoju przez generalnego inspektora sił zbrojnych, a w czasie wojny przez Naczelnego Wodza. Do składu Kapituły wchodzili z urzędu także wszyscy kawalerowie I klasy. Kapituła Orderu miała być w 1/3 części odnawiana co dwa lata. Funkcję Kanclerza Orderu powierzono kawalerowi I lub II klasy Orderu, mianowanego w czasie wojny przez Naczelnego Wodza, a w czasie pokoju przez generalnego inspektora sił zbrojnych. W latach 30. stanowisko szefa Biura Kapituły pełnił ppłk Franciszek Sobolta. Do września 1939 pomocnikiem szefa Biura był kpt. piech. Franciszek Sakowski.

### Okres 1939–1945
Po utworzeniu we Francji Polskich Sił Zbrojnych rozkazem Naczelnego Wodza gen. dyw. Władysława Sikorskiego z 1940 roku ogłoszonym w Dzienniku Rozkazów nr 1 w styczniu 1941 roku, przywrócono nadawanie Orderu Virtuti Militari z zachowaniem przepisów obowiązujących w ustawie z 25 marca 1933 roku. Także sposób nadawania został zachowany, tzn. był nadawany przez Naczelnego Wodza. Po zakończeniu II wojny światowej na mocy dekretu Prezydenta RP z 11 czerwca 1945 roku ustalono, że Order Virtuti Militari klasy I, II i III będzie nadawał Prezydent RP na wniosek Kapituły Orderu, a klasy IV i V – na wniosek Naczelnego Wodza.

## Polska Ludowa
Dekret Polskiego Komitetu Wyzwolenia Narodowego z 22 grudnia 1944 o orderach, odznaczeniach oraz medalach uznał Order Virtuti Militari za odznaczenie wojskowe Rzeczypospolitej Polskiej. W myśl dekretu Order był nadawany przez Prezydium Krajowej Rady Narodowej na wniosek przewodniczącego PKWN lub Naczelnego Dowódcy WP. Dekret zachował zasadnicze postanowienia ustawy z 1 sierpnia 1919, zniósł jednak zgromadzenia kawalerów orderu, jego kanclerza i kapitułę oraz pensję.

## III Rzeczpospolita
16 października 1992 roku Sejm uchwalił ustawę, na mocy której orderowi nadano ponownie nazwę Order Wojenny Virtuti Militari. 21 czerwca 1993 roku funkcję kanclerza powołanej Kapituły Orderu Wojennego Virtuti Militari objął płk Stanisław Komornicki. W 1995 roku Kapituła Orderu Virtuti Militari wyjaśniła kwestie legalności nadań tego odznaczenia w okresie Polski Ludowej. W specjalnym dokumencie oznajmiła także: [...] w obronie i przez szacunek dla tych niewątpliwych zasług [polskich żołnierzy walczących na wszystkich frontach w obronie ojczyzny] stwierdzamy jednak głośno i dobitnie, że praktyka nadań przez władze Polski Ludowej Orderów Virtuti Militari, zwłaszcza najwyższych klas nadanych w bezprecedensowej liczbie przedstawicielom obcego mocarstwa, to obraza honoru polskiego żołnierza.
Od śmierci ppłk. Eugeniusza Guzka 21 listopada 2015 do 2016 kapituła składała się z jednego członka, ppłk. Zygmunta Gebethnera, którego kadencja minęła 22 czerwca 2016. Obecnie żadne stanowisko nie jest obsadzone.

### Członkowie Kapituły (pięcioletnie kadencje)
Członek Kapituły (1)
- mjr Zbigniew Bachurzewski[16] (1993–1996 †)
- kmdr Andrzej Kłopotowski[16] (1996–2004 †)
- wakat

Członek Kapituły (2)
- mjr Władysław Piotrowski[16] (1993-?)
- ppłk Witold Szaniawski (1999–2003 †)
- gen. bryg. Stefan Bałuk (2004–2014 †)
- wakat (od 2014)

Członek Kapituły (3)
- ppłk Mieczysław Sawicki[16] (1993–2008 †)
- gen. bryg. Janusz Brochwicz-Lewiński (2009–2014)
- wakat (od 2014)

Członek Kapituły (4)
- ppor. dr hab. Stanisław Broniewski[16] (1993–2000 †)
- gen. bryg. Zbigniew Ścibor-Rylski (2005–2014)
- wakat (od 2014)

Członek Kapituły (5)
- gen. bryg. Stanisław Komornicki[16] (1993–2010 †)
- ppłk Eugeniusz Guzek (2010–2015 †)
- wakat (od 2015)

Członek Kapituły (6)
- gen. bryg. Elżbieta Zawacka[16] (1993–1998)
- ppłk Zygmunt Gebethner (2001–2016)
- wakat (od 2016)

#### Funkcje członków
Kanclerz Orderu
- gen. bryg. Stanisław Komornicki[16] (1993–2010 †)
- gen. bryg. Stefan Bałuk (2010–2014 †)
- wakat (od 2014)

Z-ca Kanclerza Orderu
- ppor. dr hab. Stanisław Broniewski[16] (1993–2000 †)
- ppłk Mieczysław Sawicki (2001−2008 †)
- wakat

Sekretarz Kapituły
- mjr Zbigniew Bachurzewski (1993–1996 †)
- ppłk Mieczysław Sawicki[16] (1996–2000)
- ppłk Witold Szaniawski (2000−2003)
- gen. bryg. Michał Gutowski (2002–2006)

- gen. bryg. Zbigniew Ścibor-Rylski (2005–2014)
- wakat (od 2014)